# Mus crociduroides
Mus crociduroides (Robinson & Kloss, 1916) è un roditore della famiglia dei Muridi endemico dell'isola di Sumatra.

## Descrizione

### Dimensioni
Roditore di piccole dimensioni, con la lunghezza della testa e del corpo tra 95 e 103 mm, la lunghezza della coda tra 95 e 133 mm, la lunghezza del piede tra 22 e 24 mm, la lunghezza delle orecchie di 18 mm.

### Aspetto
La pelliccia è lunga, densa e lanosa. Le parti superiori sono grigio scure, cosparse di lunghe setole sottili, mentre le parti ventrali sono grigie con la punta dei peli più brillante. I piedi sono bianchi. La coda è più lunga della testa e del corpo, è più scura sopra e più chiara sotto.

## Biologia

### Comportamento
È una specie terricola. 

## Distribuzione e habitat
Questa specie è endemica delle catene montuose della parte occidentale dell'isola di Sumatra.
Vive nelle foreste pluviali d'alta montagna a circa 3.050 metri di altitudine.

## Conservazione
La IUCN Red List, considerato che i limiti dell'areale non sono ben conosciuti e non ci sono informazioni sullo stato della popolazione, classifica M.crociduroides come specie con dati insufficienti (DD).